# Ormosia alexanderi
Ormosia alexanderi is een tweevleugelige uit de familie steltmuggen (Limoniidae). De soort komt voor in het Palearctisch gebied.